# Samuel Jackan
Samuel Jakub Jackan, także Szmuel Jankew Jackan (ur. 1874 w Wobolnikach, zm. 1936) – wydawca prasy żydowskiej, redaktor i publicysta, jeden z prekursorów prasy żydowskiej.

## Życiorys

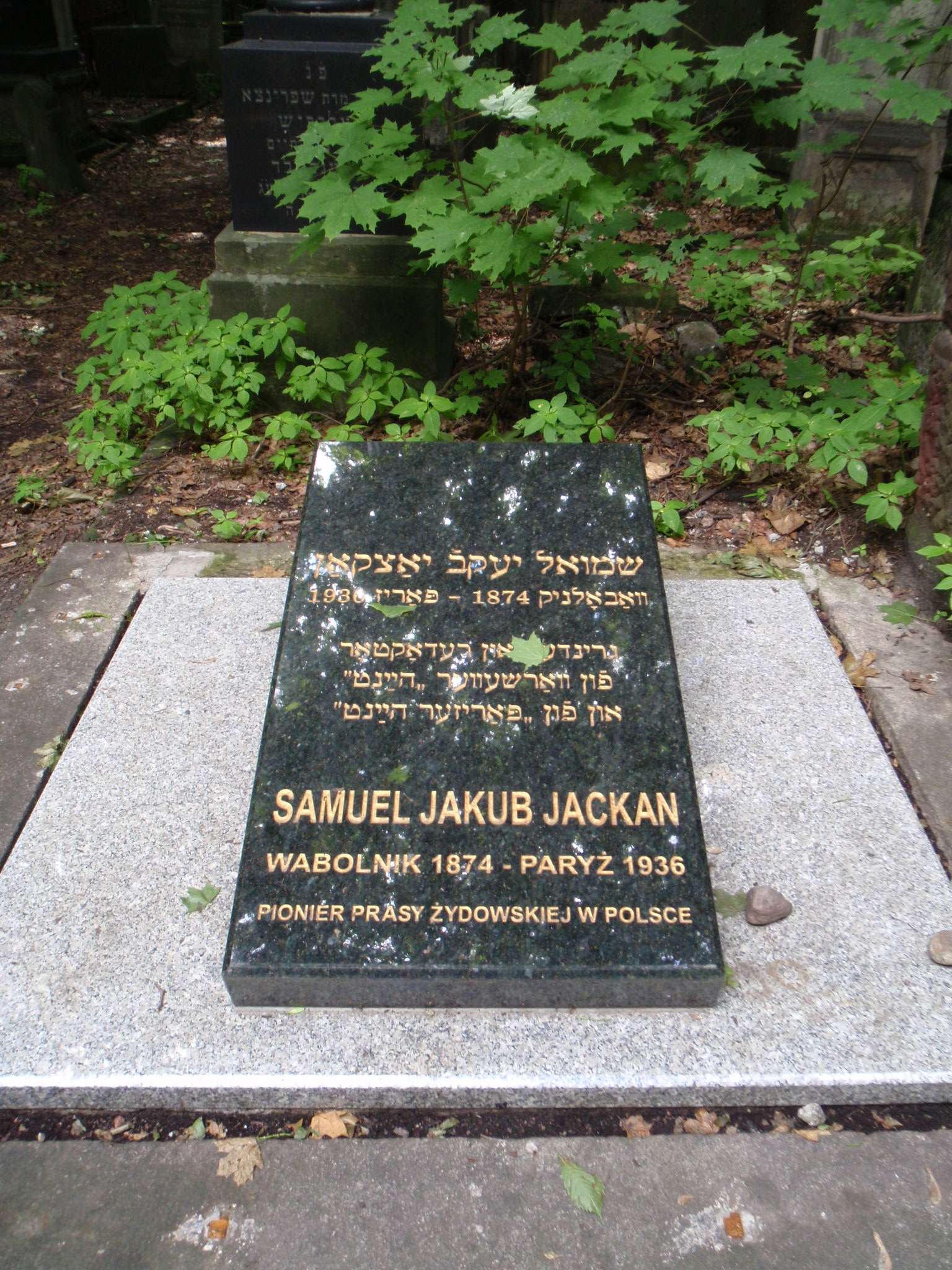
Grób Jackana na cmentarzu żydowskim w Warszawie (Wola)

Urodził się w 1874 roku w Wobolnikach. Odebrał tradycyjne, religijne żydowskie wykształcenie, uczęszczał do jesziwy w Poniewieżu. W 1895 roku wyjechał do Petersburga, gdzie nawiązał współpracę z gazetą hebrajskojęzyczną „Ha-Melits”.
Od 1902 roku mieszkał w Warszawie, gdzie związał się z ruchem syjonistycznym. Jako litwak, lepiej posługiwał się językiem rosyjskim niż polskim. W Warszawie z początku pisał dla czasopisma „Ha-Cefira”, po czym dołączył do redakcji literackiego tygodnika satyrycznego „Di bin”. Na fali sukcesu „Jidiszes Togbłat” – gazety, którą zaczął wydawać w 1906 roku – w 1908 roku, wraz z Noachem Finkelsteinem założył dziennik „Hajnt”, który stał się pierwszym wysokonakładowym dziennikiem jidyszowym. Gazeta ukazywała się w nakładzie 40–50 tys. egzemplarzy, do tego w ciągu lat powstały jej lokalne mutacje, a także mutacje w Palestynie i kilkunastu krajach Europy. Jackan sprawował stanowisko redaktora naczelnego od pierwszego numeru do końca 1919 roku, zaś do 1932 roku był współwłaścicielem gazety. Zainicjował liczne periodyki wydawane przy „Hajnt”, w tym „Handełs-Wełt”, który ukazywał się w latach 1928–1939. Według Alicji Kościan, celem działalności wydawniczej Jackana było kształtowanie tożsamości narodowej Żydów w Polsce i za granicą.
W latach 1926–1928 przebywał w Paryżu, gdzie z Finkensteinem założył paryską mutację „Hajnt”, która została pierwszym regularnym dziennikiem jidyszowym w Europie Zachodniej. Po powrocie do Polski założył polskojęzyczny dziennik „Ostatnie wiadomości”.
Zmarł w 1936 roku.